# Metropolitana
metropolitana（メトロポリターナ）は、産経新聞社から発行されている女性誌。東京メトロの駅構内で入手できる無料誌（フリーペーパー）。キャッチコピーは「メトロと街のマガジン」。2003年1月10日、都心で働く女性向けに創刊されたため、活動的な20代～40代の女性に人気がある。

## 概要
編集の基本コンセプトは、「もう一歩私になる」。街や社会、さまざまな知的好奇心・豊かさを届けるという。表紙のロゴ「metropolitana」の赤色が特徴。東京メトロ52駅構内160カ所の専用ラックに、毎月10日から10日間（毎月19日まで）配布分限り（20万部）配置のため、無くなり次第終了。バックナンバーの販売も行っていないため、入手は毎号早い者勝ちになる。
創刊から長らく表紙全面が赤色で、白抜きロゴを配置していた。東京メトロで配布される無料誌の先駆けで、翌2004年同じコンセプトでリクルートが男性向けにR25を創刊。その後も同種の無料誌が相次ぎ、2006年10月には、東京メトロで配布の無料誌は計22誌となった。
また、創刊10周年として、俳優・アーティストの城田優ライブが2012年12月21日と22日の両日、赤坂BLITZで開催された。